# شيخ محمد
الشيخ محمد هي قرية لبنانية من قرى قضاء الضنية في محافظة الشمال.
- المسافة من بيروت: 114 كلم
- الارتفاع عن سطح البحر:220 م